# Scleromitrula shiraiana
Scleromitrula shiraiana är en svampart som först beskrevs av Henn., och fick sitt nu gällande namn av Sanshi Imai 1941. Scleromitrula shiraiana ingår i släktet Scleromitrula och familjen Rutstroemiaceae.   Inga underarter finns listade i Catalogue of Life.